# Лові Сімон
Лові Сімон Оппонг (англ. Lovie Simone Oppong, нар. 29 листопада 1998, Нью-Йорк) — американська актриса. Вона найбільш відома своєю роллю Зори Грінліф у драматичному серіалі Мережа Опри Вінфрі «Грінліф».

## Біографія
Сімон народилася в Нью-Йорк в Бронкс і виросла в Орандж, Нью-Йорк. Тут вона відвідувала Середня школа Монро-Вудбері з першого курсу до останнього курсу. Її мати афроамериканка, а батько ганець. У неї є сестра-близнюк Юрі, який є музикантом Reiyo The Giant, а також молодші брат і сестра. Вона навчалася в акторській школі в Нью-Йорку, а пізніше знялася в національній рекламі JCPenney.
У 2016 році Сімон почала зніматися в драматичному серіалі Мережа Опри Вінфрі «Грінліф», граючи роль Зори Грінліф, доньки Керісси (Кім Хоторн) і Джейкоба Грінліфа (Ламман Ракер). Спочатку Сімон було обрано як постійну учасницю, але з другого сезону її підвищили до регулярної ролі в серіалі. Пізніше Сімон дебютувала в кіно, зігравши роль другого плану Дженніфер Гадсон у драмі 2018 року «Монстр».

## Фільмографія
| Рік       | Українська назва                  | Оригінальна назва             | Роль            |
| --------- | --------------------------------- | ----------------------------- | --------------- |
| 2016—2020 | Грінліф                           | Greenleaf                     | Зора Грінліф    |
| 2017      | Помаранчевий — хіт сезону         | Orange Is the New Black       | Жасмин          |
| 2017      | Блакитна кров                     | Blue Bloods                   | Джина Вокер     |
| 2018      | Монстр                            | Monster                       | Рене Пікфорд    |
| 2019      | Поділіться                        | Share                         | Дженна          |
| 2019      | Села і піки                       | Selah and the Spades          | Села Саммерс    |
| 2020      | Соціальна дистанція               | Social Distance               | Аяна            |
| 2020      | Чаклунство: Спадок                | The Craft: Legacy             | Таббі           |
| 2021      | Влада книга III: Виховання Кенана | Power Book III: Raising Kanan | Давіна Гаррісон |
| 2022      | Прогулянка                        | The Walk                      | Венді Роббінс   |